# كينيث هانسن
كينيث هانسن هو دراج دنماركي، ولد في 7 أكتوبر 1991 في هادرسلف ‏ في الدنمارك.

## وصلات خارجية
- كينيث هانسن على موقع أرشيف الدراجات (الإنجليزية)
- كينيث هانسن على موقع إحصائيات الدراجات الإحترافية (الإنجليزية)